# Abutilon indicum
Espèce
Abutilon indicum, l'Abutilon indien ou Mauve indienne, est une espèce de plantes dicotylédones de la famille des Malvaceae, sous-famille des Malvoideae, originaire des régions tropicales de l'Asie.
Ce sont des plantes herbacées, annuelles ou vivaces, ou plus généralement des arbrisseaux lignifiés à la base, très ramifiés, à port dressé, pouvant atteindre 2,5 mètres de haut, à feuilles alternes et à fleurs jaunes solitaires. Ces plantes ont été utilisées pour leurs fibres, leurs propriétés médicinales et leur qualité ornementales. L'espèce a été introduites dans de nombreuses régions tropicales notamment en Amérique du Sud. Elle est considérée comme envahissante dans certaines îles du Pacifique.

## Taxinomie

### Synonymes
Selon World Flora Online (WFO) (2 décembre 2021) :
- Abutilon albidum (Willd.) Sweet
- Abutilon album Hill
- Abutilon arborescens Medik.
- Abutilon asiaticum (L.) Sweet
- Abutilon asiaticum var. subasperum Fosberg
- Abutilon asiaticum var. supraviride Fosberg
- Abutilon australe var. malvifolium (Benth.) Baker f.
- Abutilon cavaleriei H.Lév.
- Abutilon croizatianum Moscoso
- Abutilon cunninghamii Benth.
- Abutilon cysticarpum Hance ex Walp.
- Abutilon elongatumMoench
- Abutilon frutescensMedik.
- Abutilon grandiflorumG.Don
- Abutilon grandiflorum var. iringense Verdc.
- Abutilon hirsutissimumMoench
- Abutilon indicum var. albidum (Willd.) Baker f.
- Abutilon indicum var. asiaticum (L.) Griseb.
- Abutilon indicum var. indicum
- Abutilon indicum var. microphyllum Hochr.
- Abutilon indicum var. populifolium (Lam.) Wight & Arn.
- Abutilon indicum var. populifolium (Lam.) Wight & Arn. ex Mast
- Abutilon indicum var. welwitschii Baker f.
- Abutilon leiospermum Griseb.
- Abutilon malvifolium (Benth.) J.M.Black
- Abutilon oxycarpum var. malvifolium Benth.
- Abutilon populifolium (Lam.) Sweet
- Abutilon pubescens (Cav.) Urb.
- Abutilon subpapyraceum Hochr.
- Abutilon vesicarium (Cav.) Sweet
- Beloere cistiflora Shuttlew. ex A.Gray
- Sida albida Willd.
- Sida asiatica L.
- Sida indica L. (basionyme)
- Sida populifolia Lam.
- Sida vesicaria Cav.

### Liste des variétés et sous-espèces
Selon Tropicos (2 décembre 2021) (Attention liste brute contenant possiblement des synonymes) :
- sous-espèces
  - Abutilon indicum subsp. albescens (Miq.) Borss. Waalk.
  - Abutilon indicum subsp. guineense (Schumach.) Borss. Waalk.
  - Abutilon indicum subsp. indicum
- variétés 
  - Abutilon indicum var. albescens (Miq.) Borss. Waalk.
  - Abutilon indicum var. albidum (Willd.) Baker f.
  - Abutilon indicum var. asiaticum (L.) Griseb.
  - Abutilon indicum var. australiense Hochr. ex Britten
  - Abutilon indicum var. forrestii (S.Y. Hu) K.M. Feng
  - Abutilon indicum var. guineense (Schumach.) K.M. Feng
  - Abutilon indicum var. hirtum (Lam.) Griseb.
  - Abutilon indicum var. indicum
  - Abutilon indicum var. macrophyllum Baker f.
  - Abutilon indicum var. major Blatt. & Hallb.
  - Abutilon indicum var. microphyllum Hochr.
  - Abutilon indicum var. populifolium (Lam.) Wight & Arn.
  - Abutilon indicum var. vesicarium Hochr.
  - Abutilon indicum var. welwitschii Baker f.
  - Abutilon indicum var. wittei Hochr.